# アッツァーラ
アッツァーラ（イタリア語: Atzara）は、イタリア共和国サルデーニャ自治州ヌーオロ県にある、人口約1,100人の基礎自治体（コムーネ）。

## 地理

### 位置・広がり

#### 隣接コムーネ
隣接するコムーネは以下の通り。括弧内のORはオリスターノ県所属を示す。
- ベルヴィ
- メアーナ・サルド
- サムゲーオ (OR)
- ソルゴノ

## 文化・観光
「イタリアの最も美しい村」クラブ加盟コムーネである。